# Merothrips morgani
Merothrips morgani är en insektsart som beskrevs av Ian A. Hood 1912. Merothrips morgani ingår i släktet Merothrips och familjen Merothripidae. Inga underarter finns listade i Catalogue of Life.